# Islamic University of Technology
Die Islamic University of Technology (IUT) ist eine Lehr- und Forschungsinstitution und internationale Universität in Bangladesch. Die IUT befindet sich ungefähr 30 km nördlich von Dhaka, der Hauptstadt von Bangladesch, am Board Bazar in Gazipur.
Die IUT ist eine Unterorganisation der Organisation der Islamischen Konferenz (OIC).
Sie verfolgt als ein Hauptziel die Entwicklung von Ressourcen auf den Gebieten Ingenieurwesen, Technologie und Technische Ausbildung in den OIC Mitgliedstaaten.

## Abbildungen

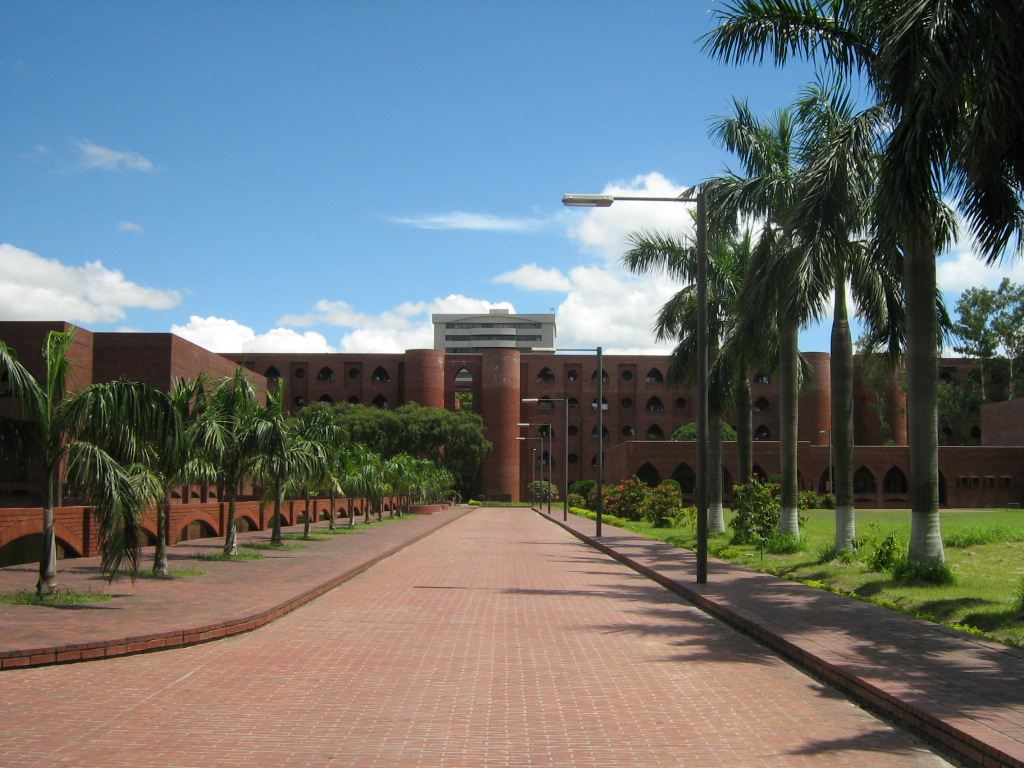
Vorderansicht der IUT-Gebäude und des Studentencenters
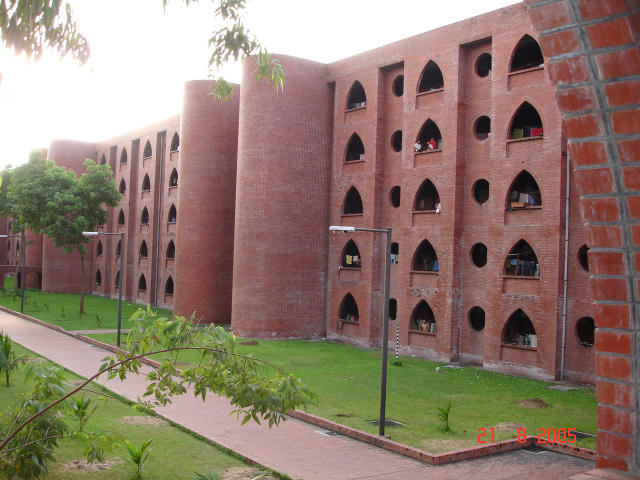
Nordgebäude
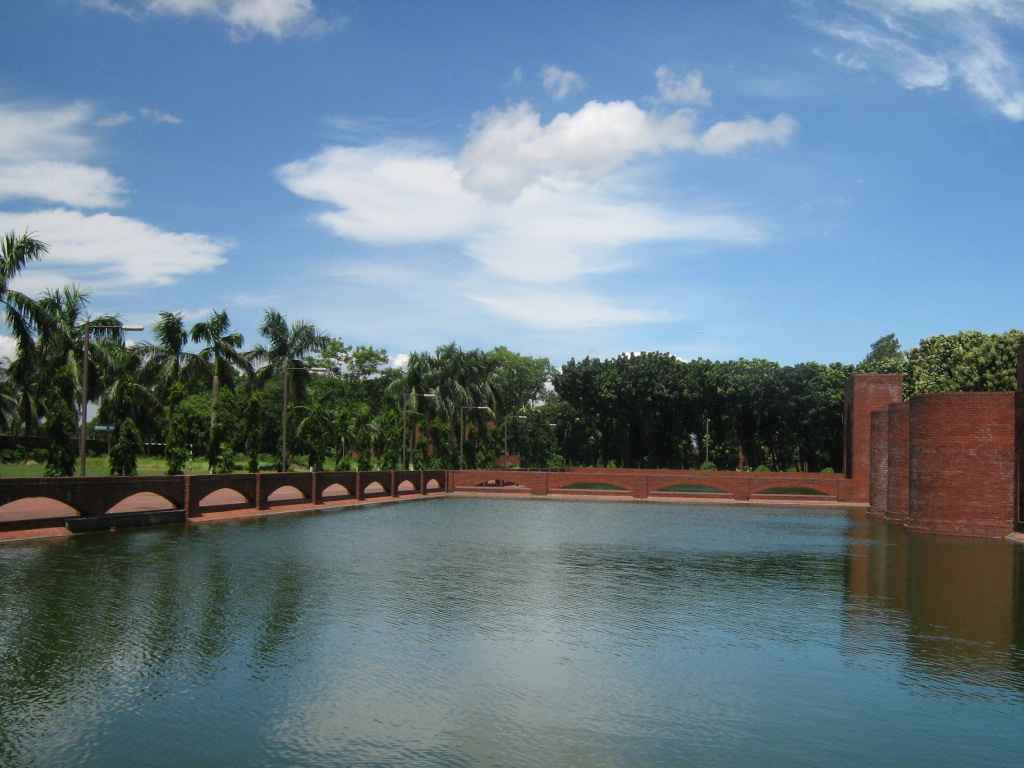
See der IUT
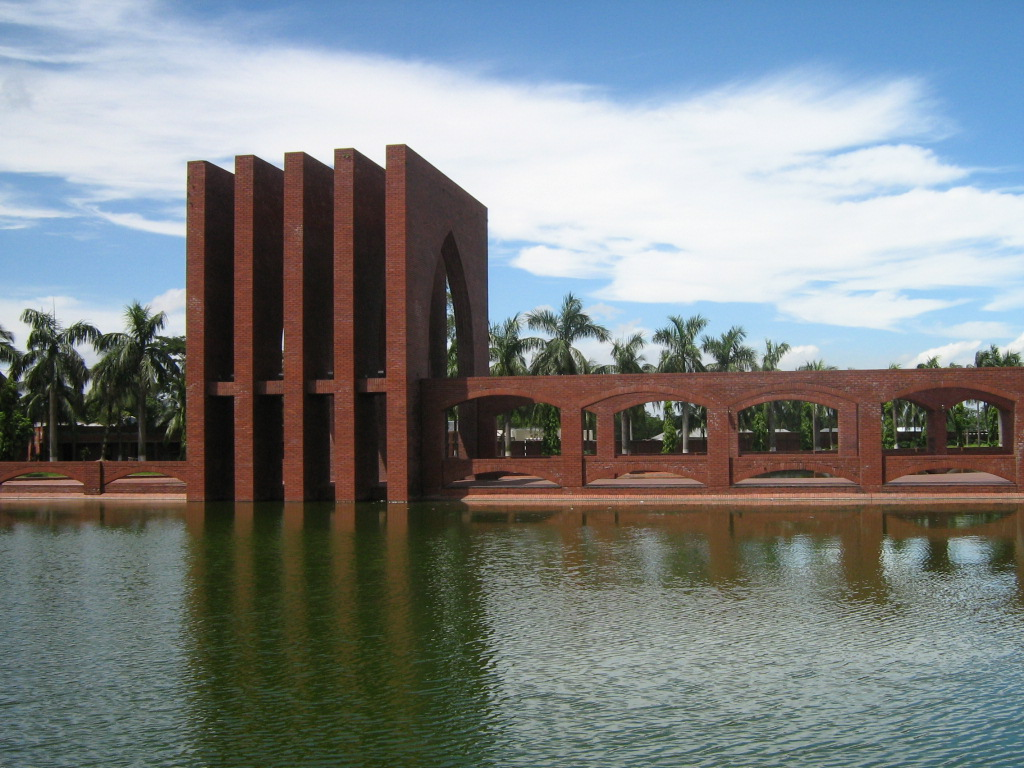
Das Tor der fünf Säulen